# Otto-Hirsch-Auszeichnung

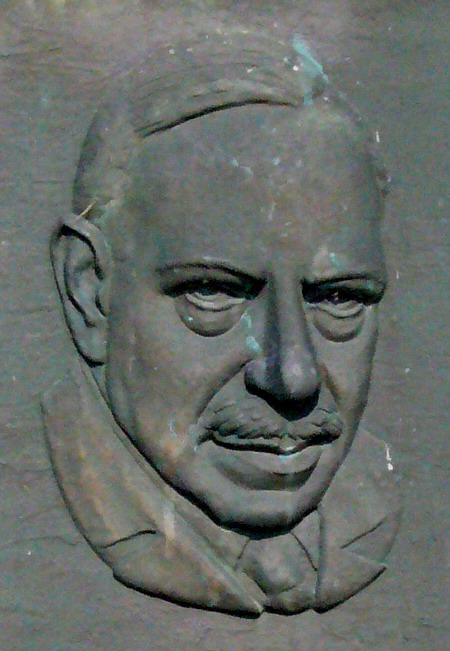
Otto Hirsch

Die Otto-Hirsch-Auszeichnung (bis 2012 Otto-Hirsch-Medaille) wurde 1985 anlässlich des 100. Geburtstags des Ministerialrats und jüdischen NS-Opfers Otto Hirsch gestiftet und wird alljährlich von der Stadt Stuttgart gemeinsam mit der Gesellschaft für Christlich-Jüdische Zusammenarbeit Stuttgart e. V. und der Israelitischen Religionsgemeinschaft an Persönlichkeiten verliehen, die sich um die christlich-jüdische Zusammenarbeit verdient gemacht haben.

## Preisträger
- 1985: Otto Küster
- 1986: Edgar Winkler
- 1987: Fritz Majer-Leonhard
- 1988: Josef Warscher
- 1989: Otfried Sander
- 1990: Jenny Heymann
- 1991: Albrecht Goes
- 1992: Rudolf Pfisterer
- 1993: Elisabet Plünnecke
- 1994: Heinz M. Bleicher
- 1995: Manfred Rommel
- 1996: Rachel Dror
- 1997: Walter Ott
- 1998: Rolf Thieringer
- 1999: Meinhard Tenné
- 2000: Paul Sauer
- 2001: Noemi Berger
- 2002: Heinz Lauber
- 2003: Arno Fern
- 2004: Helmuth Rilling
- 2005: Michael Wieck
- 2006: Reinhold Mayer
- 2007: Karl-Hermann Blickle
- 2008: Helene Schneiderman
- 2009: Joachim Hahn
- 2010: Joseph Rothschild
- 2011: Gunter Demnig[1]
- 2012: Traute Peters
- 2013: Leopold Paul Rosenkranz
- 2014: Initiative Gedenkstätte Killesberg
- 2015: Kolja Lessing
- 2016: Gabriele Müller-Trimbusch
- 2017: Zeichen der Erinnerung e. V., Lernort Gedenkstätte der Jugendhausgesellschaft Stuttgart, Stadtjugendring Stuttgart[2]
- 2018: Michael Volkmann
- 2019: Michael Kashi
- 2020: Robert Jütte
- 2021: Monika Renninger[3]
- 2022: Michael Blume, Hartmut Metzger[4]
- 2023: Martin Ulmer[5]
- 2024: Wolfgang Drexler
- 2025: Andreas Keller und Eberhard Zacher[6]

## Auszeichnung

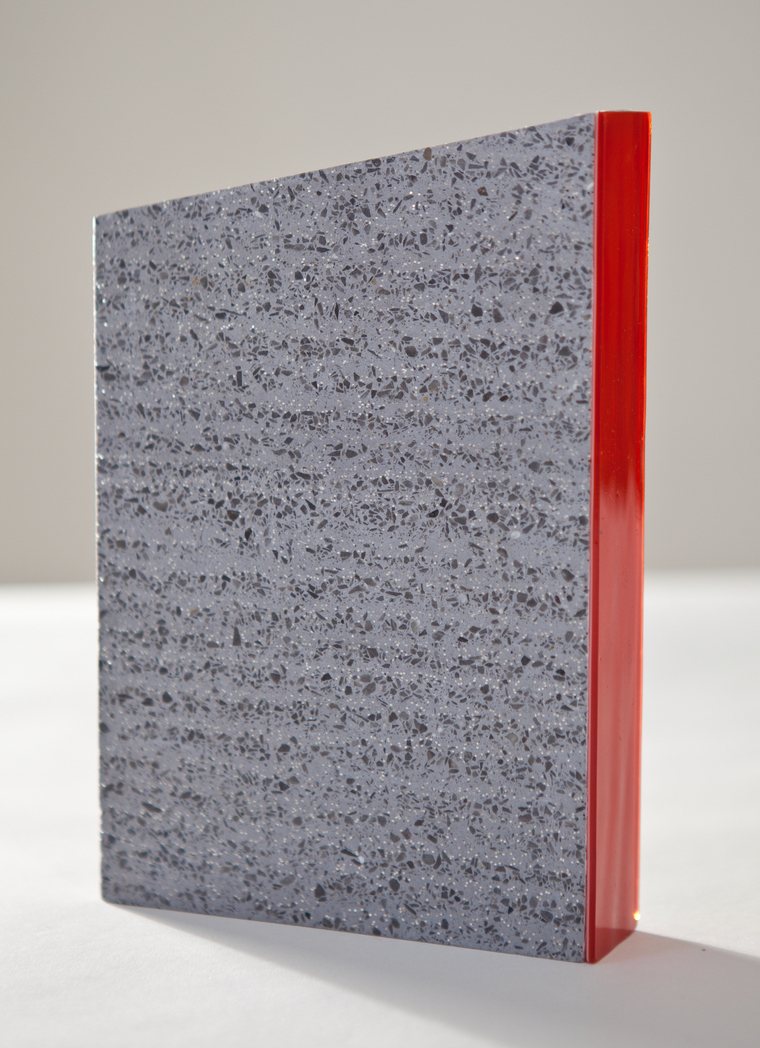
Otto-Hirsch-Auszeichnung, Kleinplastik, Christine Braun (2012)

Seit 2013 wird als Auszeichnung eine von der Künstlerin Christine Braun entworfene Kleinplastik überreicht. Diese besteht aus transluzentem Beton und rotem Antikglas. Die Gestaltung des Preises greift die Besonderheit der Verständigung zwischen den Religionen auf: „[…] Durchlässigkeit, Verbindung, Überwindung des Trennenden – um zu Versöhnung, zu friedvollem, toleranten Miteinander zu gelangen.“